# Sh2-188
Sh2-188 è una nebulosa planetaria visibile nella costellazione di Cassiopea.
La sua posizione può essere recuperata con facilità seguendo la concatenazione di stelle δ Cassiopeiae, χ Cassiopeiae e HD 9352; si tratta comunque di un oggetto molto tenue e debole. Il periodo più indicato per la sua osservazione nel cielo serale ricade fra i mesi di agosto e gennaio ed è notevolmente facilitata per osservatori posti nelle regioni dell'emisfero boreale terrestre, dove si presenta circumpolare fino alle regioni temperate calde.
Benché sia stata inclusa nel Catalogo Sharpless, si tratta in realtà di una nebulosa planetaria, situata a una distanza di 218 parsec (711 anni luce) dal Sistema Solare. Appare come un involucro ben marcato sul lato orientale e molto disperso sul lato occidentale, dove pare essersi già dissolta; nell'aspetto ricorda la nebulosa Sh2-274. Tramite la sua velocità di espansione si è determinata un'età di circa 7500 anni. Benché il suo aspetto ricordi un resto di supernova, questa possibilità è stata esclusa a causa della tipologia delle sue emissioni.